# آنهولت (آلمان)
آنهولت (به آلمانی: Anholt) یک منطقهٔ مسکونی در آلمان است که در ایزلبورگ واقع شده‌است.